# Judith Eiselin
Judith Eiselin (Amsterdam, 9 juli 1970) is een Nederlands kinderboekenschrijfster, journalist en recensent. Ze publiceert sinds 2004 boeken voor kinderen en jongeren.

## Biografie
Eiselin werd geboren als een van een tweeling en groeide op in Amsterdam. Ze studeerde Nederlandse taal- en letterkunde aan de Universiteit van Amsterdam, met een specialisatie in jeugdliteratuur. Eiselin werkt als journalist en recensent bij NRC, waar zij onder meer artikelen en recensies over kinder- en jeugdboeken publiceerde. In 2004 debuteerde zij als auteur met de jeugdroman De ogen van Jesleia. in 2014 publiceerde ze haar eerste roman voor volwassenen, Het Feest van de Eeuw.
Naast haar schrijverschap was Eiselin actief in literaire jury's, waaronder die van de Libris Literatuur Prijs, de Gouden Uil voor Jeugdliteratuur, J.M.A. Biesheuvelprijs, de Bob den Uyl-prijs en de Theo Thijssen-prijs. Zij vertaalde verder buitenlandse jeugdboeken.